# Kongo-Saharanisch

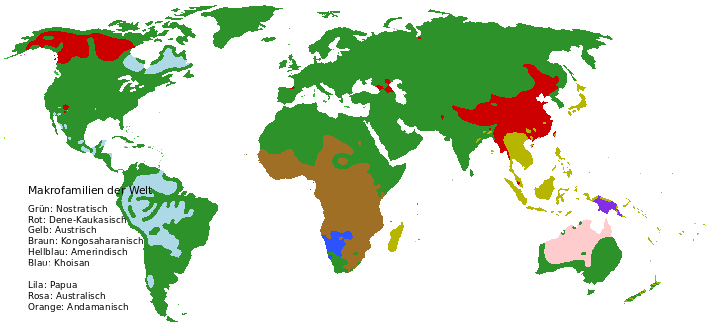
Hypothetische Makrofamilien der Welt nach Joseph Greenberg und Anderen. Diese Zusammenfassungen werden jedoch von den meisten Linguisten nicht akzeptiert.
Die Kongo-Saharanische Makrofamilie ist braun dargestellt

Kongo-Saharanisch ist eine von Edgar Gregersen begründete afrikanische Makrofamilie, die die beiden von Joseph Greenberg etablierten Sprachfamilien Niger-Kongo und Nilosaharanisch zu einer genetischen Einheit zusammenfasst. Diese Hypothese wird bisher nur von einer Minderheit der Afrikanisten akzeptiert.

## Greenbergs Einteilung der afrikanischen Sprachen
Nach Greenbergs abschließendem Werk The Languages of Africa von 1963 gehören alle afrikanischen Sprachen zu einer der vier großen Familien Afroasiatisch, Nilosaharanisch, Niger-Kongo und Khoisan. Während die ersten drei inzwischen allgemein als genetische Einheiten anerkannt sind, gilt das Khoisan heute eher als ein arealer Sprachbund mit typologischen Gemeinsamkeiten.

## Gregersens Kongo-Saharanisch-Hypothese
Einige Jahre später (1972) legte Edgar Gregersen seine Studie Kongo-Saharan vor, in der er Niger-Kongo und Nilosaharanisch zu einer neuen genetischen Einheit Kongo-Saharanisch zusammenfasste.
- Kongo-Saharanisch
  - Nilosaharanisch
  - Niger-Kongo

Was zunächst wie ein Rückschritt auf Positionen von Carl Meinhof aussah – dieser nannte die Gruppe der Sprachen, die man heute zum Niger-Kongo (ohne Bantusprachen) und zum Nilosaharanischen rechnet, „Sudanische Sprachen“ –  stellte sich als ein linguistisch durchaus ernst zu nehmender Versuch heraus, eine neue große afrikanische Spracheinheit zu begründen.

## Die Hauptargumente
Gregersens Hauptargumente waren:
- Die Unsicherheit in der Klassifikation des Songhai, das zunächst zu den Mande-Sprachen (Maurice Delafosse 1924), dann zu den Gur-Sprachen (Diedrich Westermann 1927) gerechnet, anschließend als isolierte Sprache klassifiziert (Westermann und Bryan 1952, Greenberg 1955) und schließlich von Joseph Greenberg (1963) dem Nilosaharanischen angegliedert wurde.
- Ähnlichkeiten morphologischer Elemente, so z. B. die t/k – Singular/Plural – Opposition des Songhai und die Nominalklassen 5/6 des Bantu mit den Präfixen de- / ga-.
- Lexikalische Gemeinsamkeiten; hier sind die in beiden Familien weit verbreiteten Wörter für z. B. „wissen“, „kaufen“, „Hals“, „Zunge“, „Zahn“, „Stein“ und „Mond“ zu nennen, die allerdings auch einige afroasiatische Parallelen haben.

## Unterstützung durch andere Forscher
Hans G. Mukarovsky vertrat ebenfalls die Ansicht (1966, 1977), dass das Songhai mit den Mande-Sprachen verwandt sei. Er fasste die Mande-Sprachen und das Songhai zu einer fünften afrikanischen Sprachfamilie zusammen, die er „Westsahelisch“ nannte. Eine Vereinigung der beiden großen Familien nach dem Vorbild Gregersens lehnte er ab.
Gregersen bekam von einigen anderen Forschern Unterstützung. Denis Creissels stellte 1981 ebenfalls beachtliche Ähnlichkeiten zwischen den Mande-Sprachen und dem Songhai fest und hielt Gregersens Kongo-Saharanisch-Hypothese für wahrscheinlich. Raymond Boyd (1978) dokumentierte lexikalische Gemeinsamkeiten zwischen den Adamawa-Ubangi-Sprachen und verschiedenen Zweigen des Nilosaharanischen. M. Lionel Bender wird 1981 nach eigenen Untersuchungen zum Fürsprecher des Kongo-Saharanischen, möglicherweise unter Einbeziehung des Omotischen, das inzwischen (1969) von Harold C. Fleming von den kuschitischen Sprachen abgetrennt und als sechster Primärzweig des Afroasiatischen etabliert worden war. Roger M. Blench (1995) unterstützte die kongo-saharanische Hypothese durch die Darstellung weiterer lexikalischer und phonologischer Parallelen. Er sieht das Niger-Kongo allerdings nicht als gleichrangig mit dem Nilosaharanischen, sondern eher als einen Parallelzweig des Zentralsudanischen und Kadugli innerhalb des Nilosaharanischen.

## Fehlende Akzeptanz
Generell ist zu sagen, dass die Kongo-Saharanisch-Hypothese Gregersens zwar einige interessante Studien zu diesem Thema ausgelöst hat, aber dennoch die Mehrheit der Afrikanisten weiterhin von zwei eigenständigen afrikanischen Sprachfamilien Niger-Kongo und Nilosaharanisch ausgeht, wobei letztere durchaus noch nicht von allen Forschern im vollen Umfang Greenbergs als genetische Einheit anerkannt worden ist.
Eine besondere Schwierigkeit ergibt sich aus der Tatsache, dass die Protosprachen des Niger-Kongo noch gar nicht, des Nilosaharanischen erst vor kurzem (Ehret 2001) rekonstruiert wurden. Somit ist ein Sprachvergleich auf der Ebene der Protosprachen nicht möglich, wie er etwa von Sergei Anatoljewitsch Starostin für das Dene-Kaukasische und von Aharon Dolgopolsky für das Nostratische geleistet wurde. Ein weiteres Problem stellt die große Zeittiefe dar: für die beiden Protosprachen des Niger-Kongo und Nilosaharanischen wird ein Alter von mindestens 10.000 Jahren angesetzt, dann müsste ein Proto-Kongo-Saharanisch mindestens 15.000, wenn nicht 20.000 Jahre zurückreichen. Viele Forscher bezweifeln es, dass sich nach so langer Zeit noch phonetische, grammatische oder lexikalische Gemeinsamkeiten der beiden Sprachfamilien nachweisen lassen.

### Afrikanische Sprachen
- Joseph Greenberg: The Languages of Africa. Mouton, The Hague and Indiana University Center, Bloomington 1963.
- Bernd Heine und andere (Hrsg.): Die Sprachen Afrikas. Buske, Hamburg 1981.
- Bernd Heine und Derek Nurse (Hrsg.): African Languages. An Introduction. Cambridge University Press 2000.

### Niger-Kongo und Nilosaharanisch
- John Bendor-Samuel (Hrsg.): The Niger-Congo Languages: A Classification and Description of Africa’s Largest Language Family. University Press of America, Lanham, New York/London 1989. (Die einzige umfassende Darstellung des Niger-Kongo und seiner Untereinheiten, in der Klassifikation teilweise veraltet.)
- Lionel M. Bender: The Nilo-Saharan Languages: A Comparative Essay. Lincom Europa Verlag,  München 1997.
- Christopher Ehret: A Historical-Comparative Reconstruction of Nilo-Saharan. Rüdiger Köppe Verlag, Köln 2001.

### Kongo-Saharanisch
- Merritt Ruhlen: A Guide to the World’s Languages. Classification. Arnold, Stanford 1987.
- Edgar Gregersen: Kongo-Saharan. Journal of African Languages, 1972.